# Bela Vista (São Tomé e Príncipe)
Bela Vista é uma aldeia da Ilha de São Tomé, Arquipélago  de São Tomé e Príncipe.